# Cask strength
Cask strength er et mål på whiskys alkoholstyrke når den modner i fadet (cask) inden den hældes på flaske.
Whisky i fadet har oftest en alkoholstyrke omkring 60-65%. Almindeligvis nedvandes whiskyen, så alkoholstyrken i slutproduktet ligger omkring 40%-46%. Whisky der hældes på flaske i "ufortyndet" og dermed original styrke sælges som "cask strength".